# Каульбах, Герман
Герман Каульбах (нем. Hermann Kaulbach; 26 июля 1846, Мюнхен — 9 декабря 1909, там же) — немецкий живописец академического направления, сын живописца Вильгельма фон Каульбаха.

## Биография
Герман был третьим ребёнком в семье Вильгельма и Жозефины Каульбах, урождённой Зутнер. В отличие от отца Вильгельма фон Каульбаха (баварское личное дворянство с 1866 года) и своего кузена Августа фон Каульбаха (баварское личное дворянство с 1884 года), Герман Каульбах не имел наследственного права на дворянский титул. В 1857—1858 учебном году Герман учился в латинском классе гимназии Максимилиана; из-за плохой успеваемости родители отправили его в «Bendersche Bildungsinstitut» братьев Карла и Генриха Бендеров, где Герман посещал латинскую школу ещё два с половиной года. Осенью 1861 года 15-летний юноша поступил в гимназию в Нюрнберге и поселился в доме своего зятя, директора Нюрнбергской школы художественных ремёсел (Kunstgewerbeschule Nürnberg) Августа фон Крелинга. Окончив гимназию в 1865 году, Герман Каульбах сначала последовал желанию своих родителей и начал изучать медицину в Мюнхенском университете Людвига и Максимилиана, но, возможно, вдохновлённый творчеством отца, бросил учебу, чтобы вместо этого изучать живопись. В 1867 году он стал учеником Карла фон Пилоти в Мюнхенской академии изобразительных искусств.
3 июня 1871 года состоялась свадьба Германа с Софией Шролл (1850—1920). Около 1880 года Герман Каульбах приобрёл имение в Шлирзее, где проводил летние месяцы со своей женой и детьми Робертом, Доротеей и Софией, прозванной Беппиной (она вышла замуж за генерала Отто фон Штеттена), в их собственном загородном доме «Люгинсланд».
На Всемирной выставке в Вене в 1873 году Герман Каульбах был представлен двумя картинами. Одной из них была композиция «Гензель и Гретель у ведьмы», основанная на сказке братьев Гримм, которая была создана годом ранее. Под влиянием отца Герман Каульбах посвятил себя почти полностью историческим темам. Отдельный раздел в творчестве Каульбаха составляют гризайль-картины по мотивам произведений Гёте («Гёте и Фридерика в Зезенгейме», «Вертер и Лотта», «Гретхен в церкви»), по мотивам романа Густава Фрайтага «Предки» (Иммо и Хильдегарда, Анна Фабрициус в кругу батраков, Фридерун в образе царицы небесной, Фридерун и Ида), а также двенадцать сцен из опер Людвига ван Бетховена, Вольфганга Амадея Моцарта, Джузеппе Верди, Карла Марии фон Вебера, Рихарда Вагнера и других. Однако в конечном итоге он стал наиболее известен портретами детей, сказочными и шутовскими сценками, созданными в 1880-х и 1890-х годах.
В 1880 и 1891 годах он совершил две учебные поездки в Рим. В 1886 году Каульбах был назначен профессором исторической живописи в Мюнхенской академии изобразительных искусств. В 1906 году он опубликовал иллюстрированную книгу, основным мотивом которой были дети, она была продана тиражом 135 000 экземпляров.
Герман Каульбах получал многочисленные награды, в том числе медаль Берлинской художественной выставки 1886 года, Всемирной выставки в Чикаго в 1893 году и Международной художественной выставки в Мюнхене в 1901 году. В 1887 году Академия изобразительных искусств в Мюнхене избрала его своим почётным членом; в 1889 году он был назначен титулярным профессором..
Герман Каульбах скончался 9 декабря 1909 года в Мюнхене в возрасте шестидесяти трёх лет, вскоре после смерти своего единственного сына Роберта. Похоронен на Старом Южном кладбище в Мюнхене.
Многие из его произведений экспонируются в музее в Бад-Арользене (месте рождения его отца). Его письма и другие документы находятся в коллекции Немецкого литературного архива (часть Музея современной литературы) в Марбахе-на-Неккаре.
Хотя его работы в целом были хорошо приняты, его иногда критиковали за то, что он уделял слишком много внимания деталям, упуская при этом значимость основного предмета картины. Не обошлось и без скандалов: его картину «Лукреция Борджиа» критики раскритиковали как «…слишком похотливую», а его версию коронации Святой Елизаветы императором Фридрихом II некоторые критики отвергли как «костюмированную живопись».
Наиболее известные произведения: «Людовик XI и его брадобрей Оливье ле-Ден в Перроне» (1869), «Детская исповедь» (1871), «Гензель и Гретель у колдуньи», «Из обетованной земли» (1874), «Смерть Шопена», «Себастьян Бах у Фридриха Великого» (1879), «Лукреция Борджиа» (1882).

## Галерея

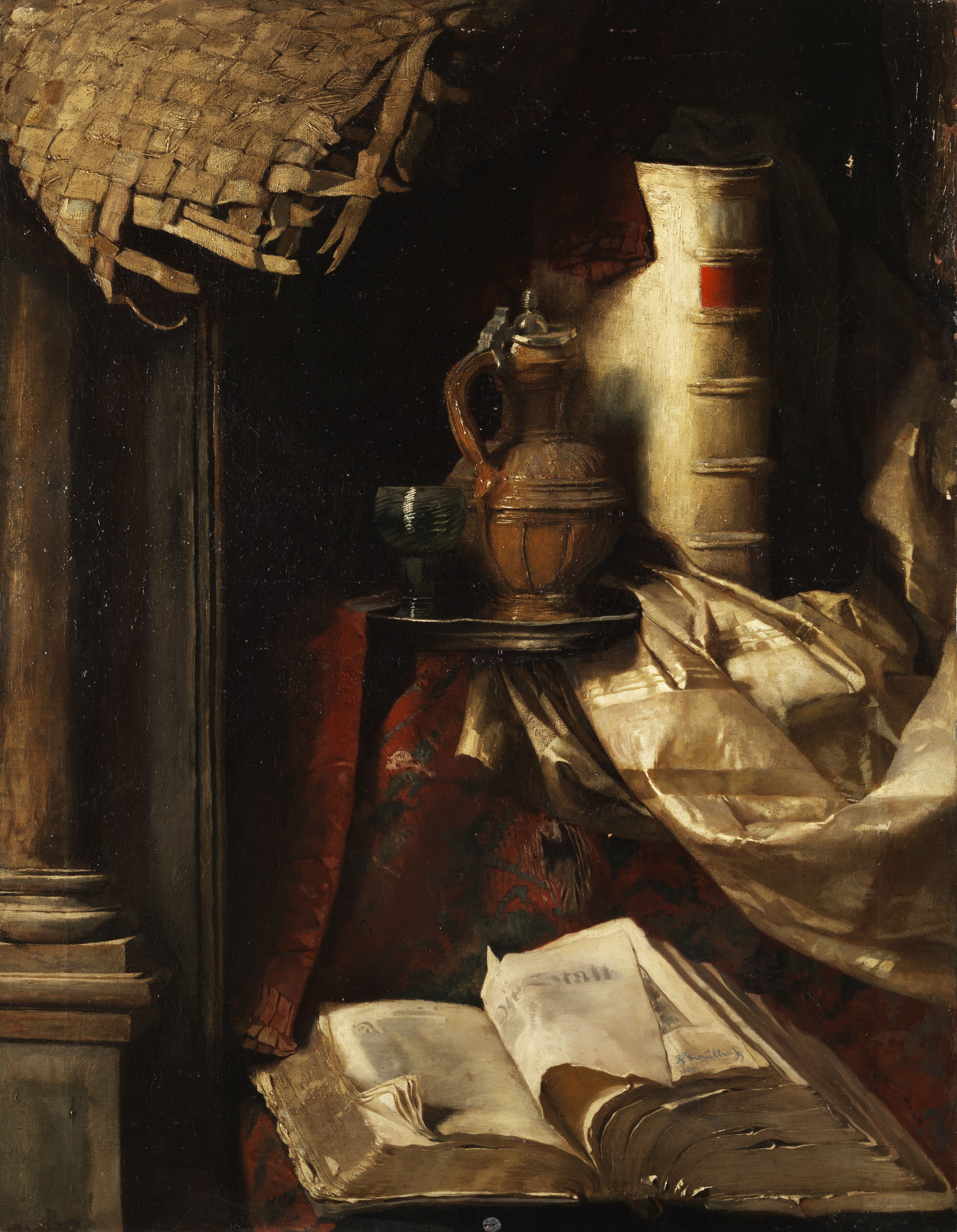
Натюрморт с книгами, кувшином и кубком. 1865. Холст, масло. Частное собрание
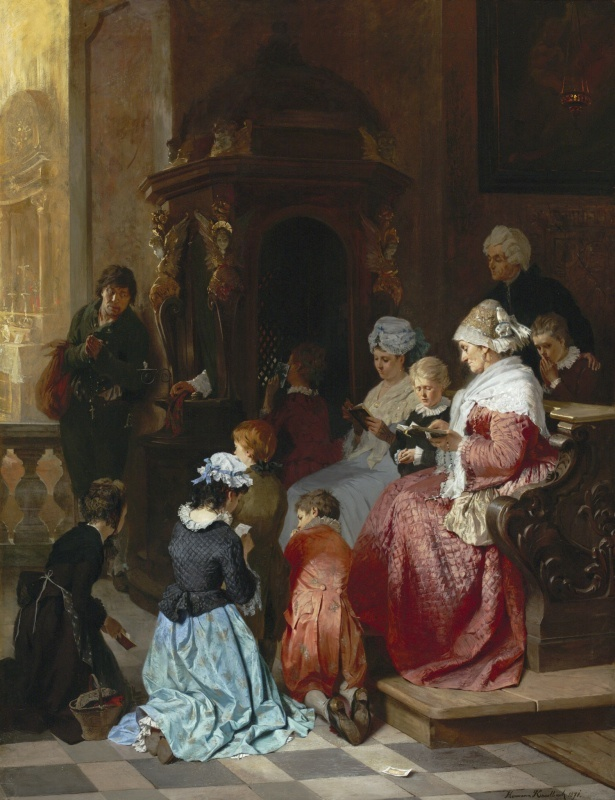
Первая исповедь. Холст, масло. Музей искусств Крокера, Сакраменто, Калифорния, США
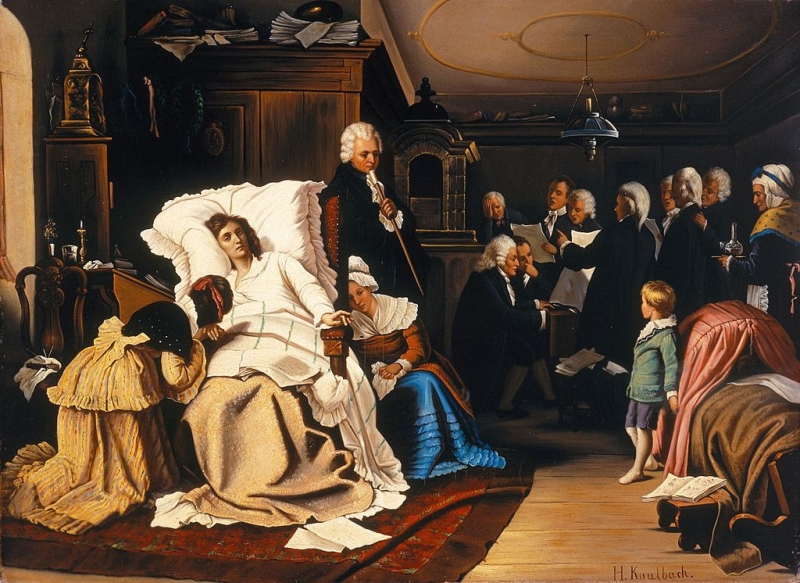
Последние дни Моцарта. 1873. Холст, масло. Частное собрание
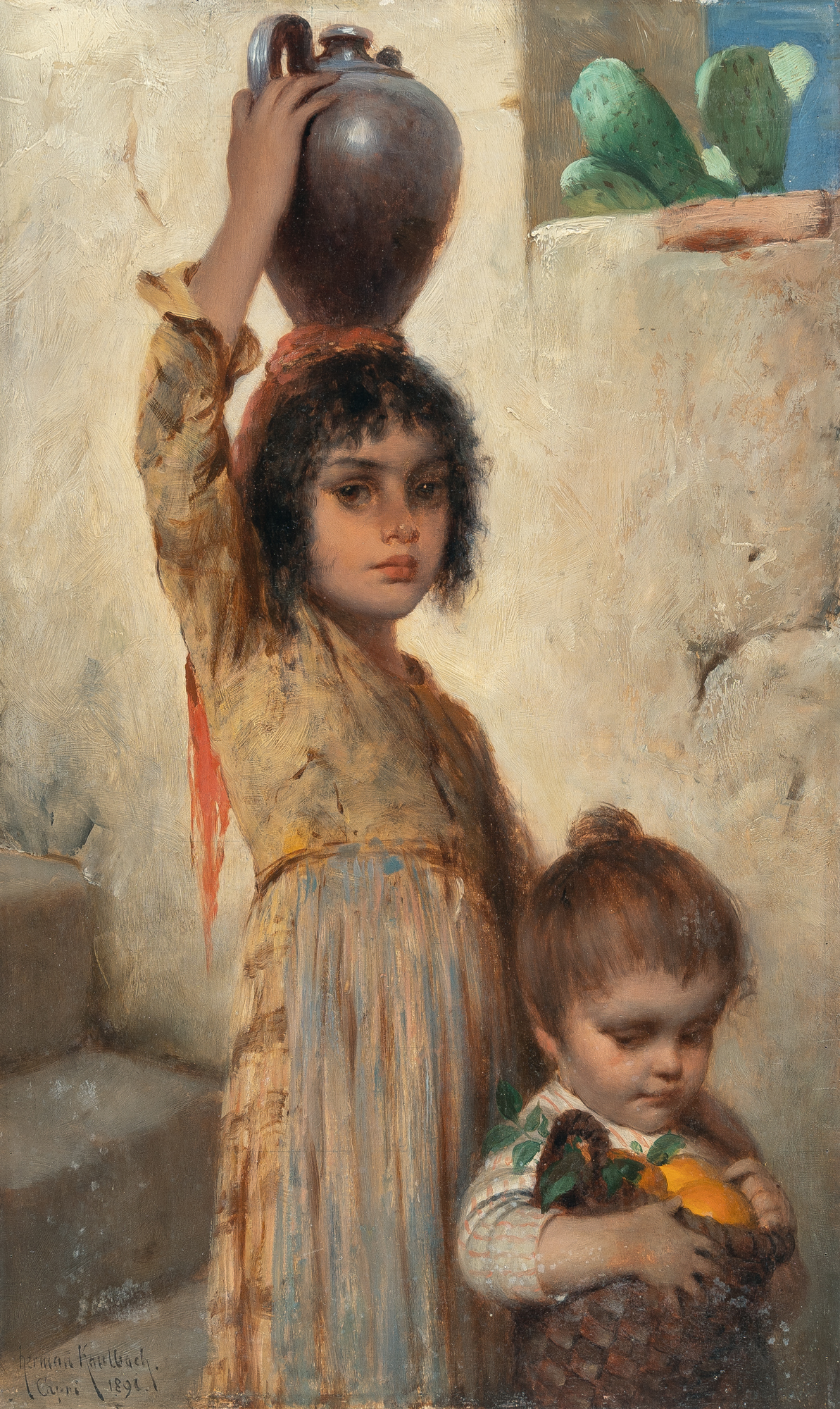
Две девочки Капри. 1898. Дерево, масло. Частное собрание
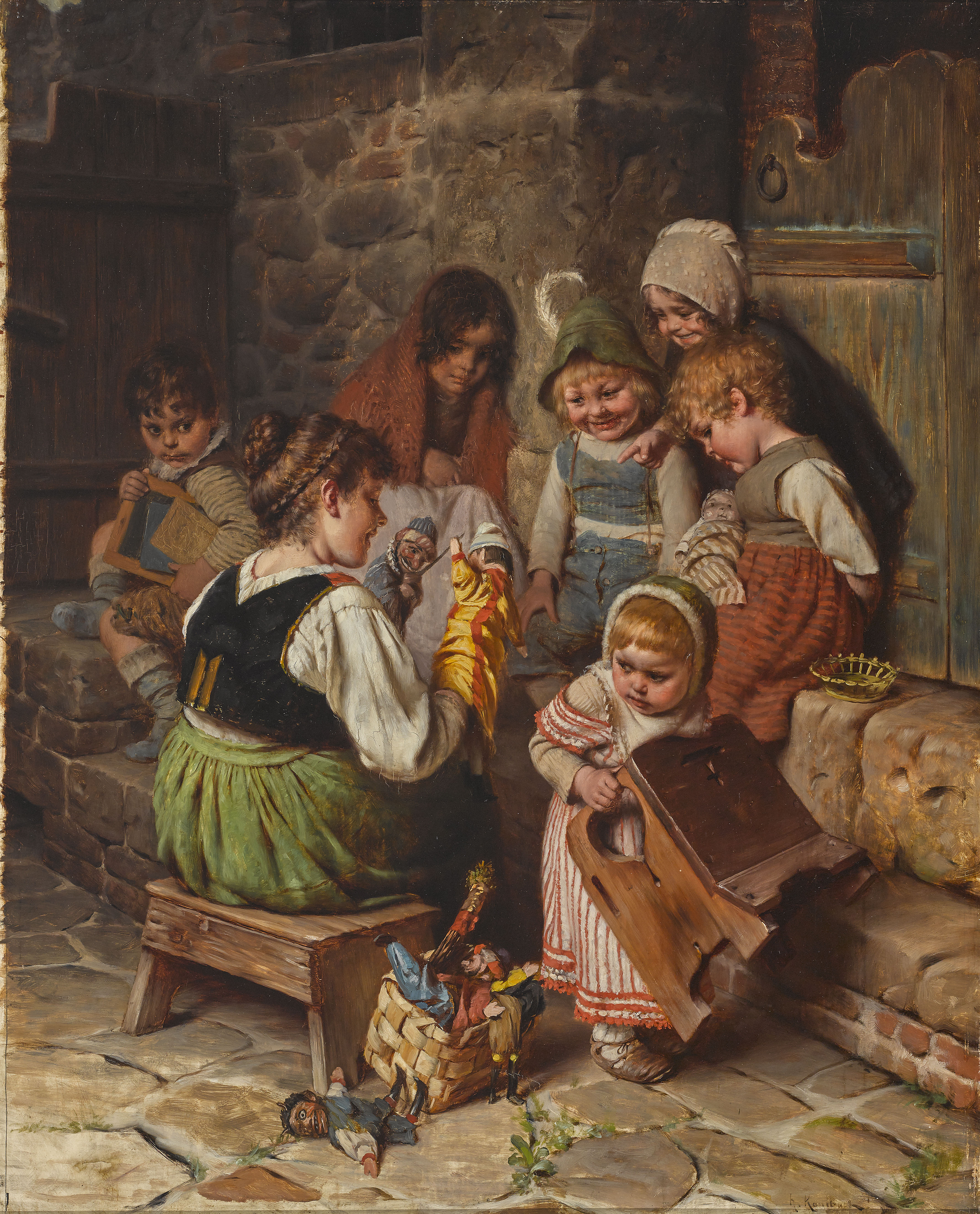
Театр Панча и Джуди. Шестеро детей собрались вокруг маленького кукловода. Дерево, масло. Частное собрание
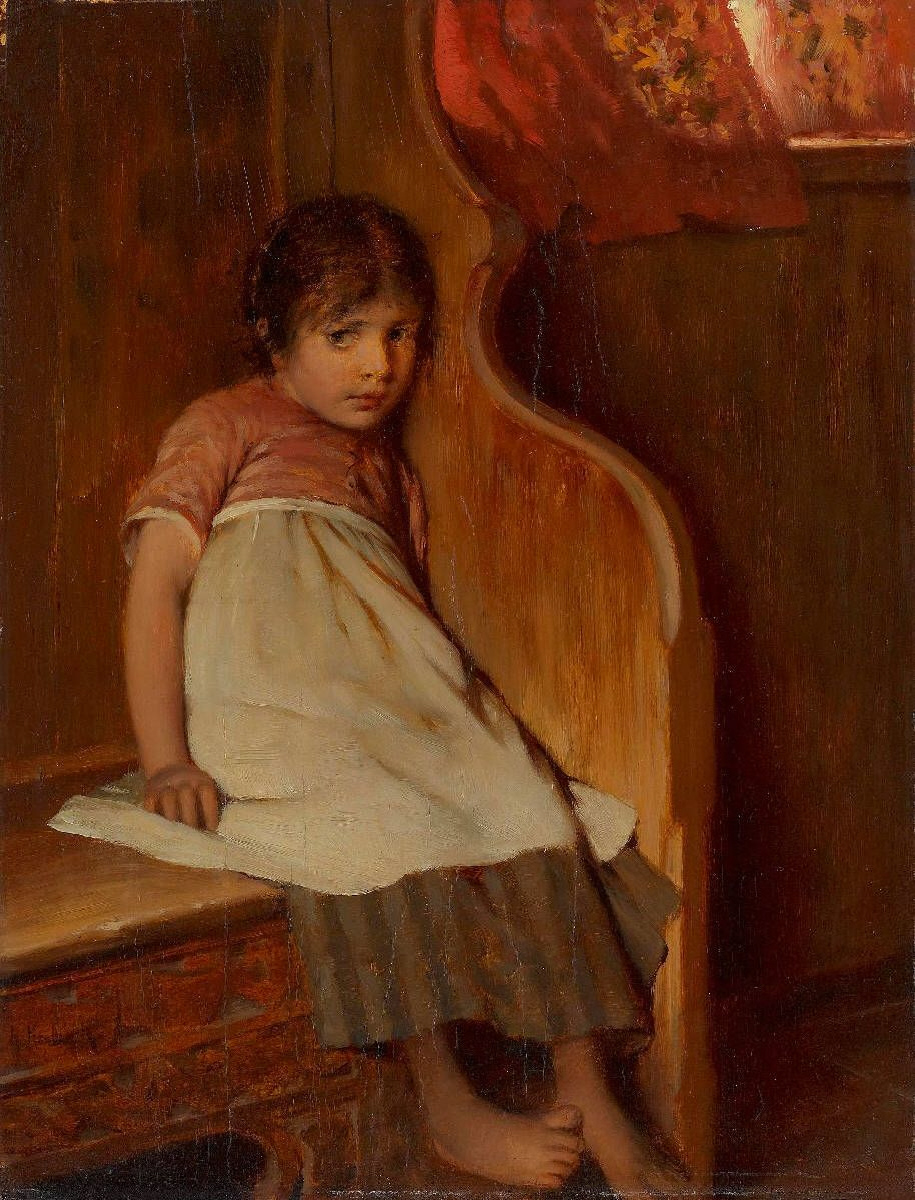
Застенчивая. До 1909. Дерево, масло. Частное собрание
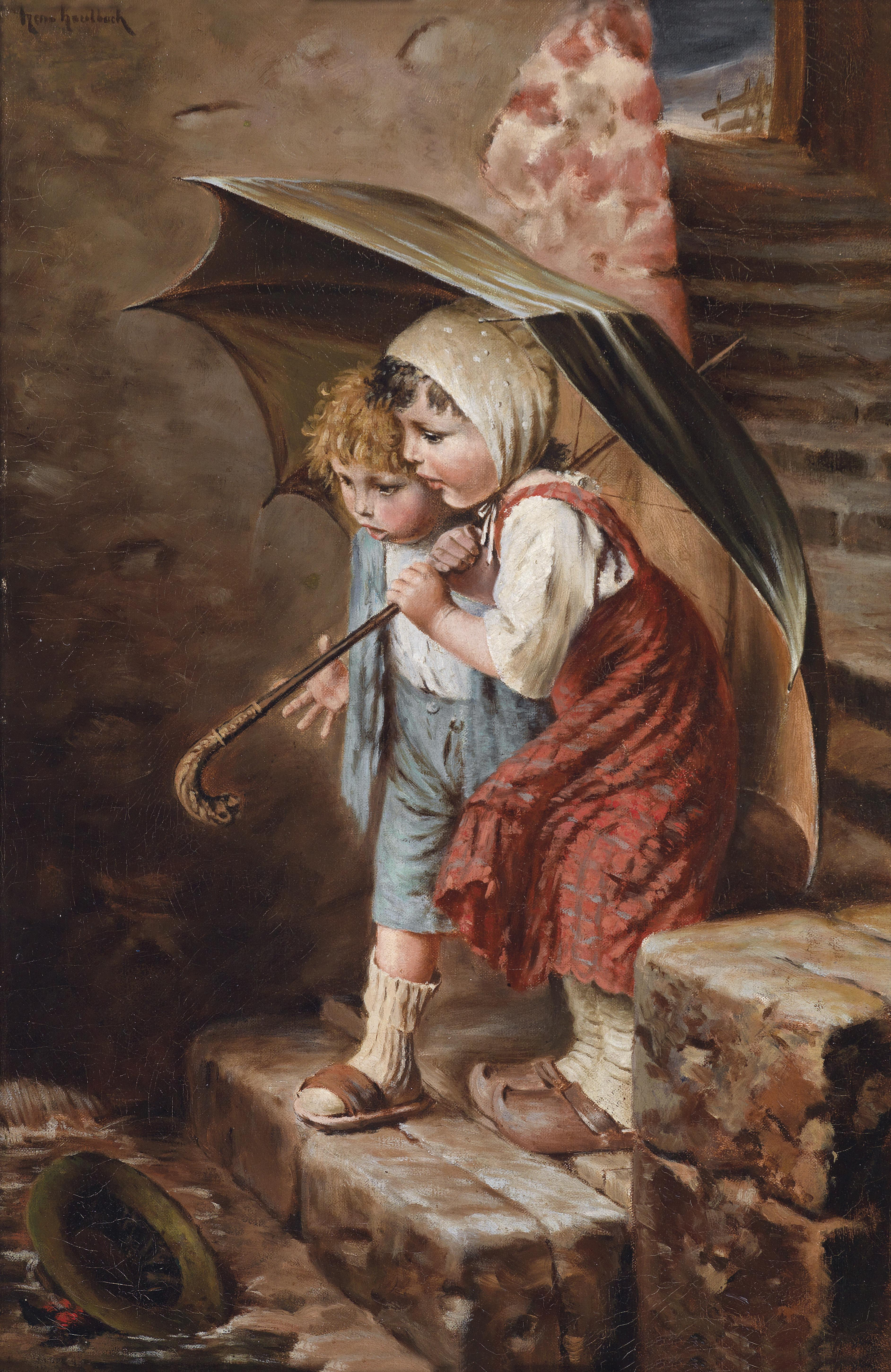
Сюрприз. До 1909. Холст, масло. Частное собрание